# Phoebe Zeit-Geist
The Adventures of Phoebe Zeit-Geist (ou Les Aventures de Phoebe Zeit-Geist) é uma história em quadrinhos norte-americana de 1968 escrita por Michael O'Donoghue e desenhada por Frank Springer. Foi primeiramente publicada em 13 capítulos na revista Evergreen Review a partir de janeiro de 1965, e depois em capa dura em 1968 pela editora norte-americana Grove Press (responsável na época pela publicação dos quadrinhos eróticos oriundos da França). Ganhou duas republicações ao longo dos anos, em 1969 e em 1986, ambos em tpb (edições de capa mole). Além disso, foi publicado na França em 1969 e no Brasil em 1990.
O livro detalha as aventuras da debutante Phoebe Zeit-Geist, uma bela garota que estudou nos melhores colégios da Suíça, estudou artes marciais e os segredos do Oriente no Tibet, e balé no Uruguai. Ela é drogada em uma festa e levada para Death Valley, onde acaba por enfrentar um sádico homem nazista.
Ela é frequentemente sequestrada e resgatada por uma série de criaturas bizarras (chineses fetichistas e lésbicas assassinas), além de morrer em um dos capítulos e depois ressuscitar. As histórias são repletas de aventuras sexuais e o tema mais utilizado é o sadomasoquismo, eventualmente com Phoebe sofrendo para seus inimigos sem reagir.
A história de Phoebe Zeit-Geist é caracterizada por viagens contínuas através do tempo e do espaço em que a protagonista é vítima de qualquer tipo de abuso possível, sendo uma história satírica de sabores contemporâneos e uma espécie de testemunho das perversões sexuais de cada lugar e época.
Esta obra é relacionada à revolução sexual. O clímax para a liberdade sexual nos quadrinhos começou na França em 1962 com Barbarella, ocasionando a criação de diversas mulheres emancipadas após isto, tais como Jodelle,  Pravda, Saga de Xam, Vampirella e Valentina.